# 3515 Jindra
3515 Jindra è un asteroide della fascia principale. Scoperto il 16 ottobre del 1982, presenta un'orbita caratterizzata da un semiasse maggiore pari a 2,8452643 UA e da un'eccentricità di 0,0087749, inclinata di 1,39997° rispetto all'eclittica.
L'asteroide è dedicato alla farmacologa ceca e amica della scopritrice Lumír Jindra.